# 商羊
商羊是中國神話传说記載的怪鸟，只有一只脚，会在地上跳舞。以此帶來降雨，河川附近地区会因此发生洪水。据说儒教创始人「孔子」，就目击到商羊在宫殿广场跳舞。
商羊舞水则指商羊飛舞時會降下大雨

## 记载
- 汉 王充 《论衡·变动》：“商羊者，知雨之物也；天且雨，屈其一足起舞矣。”
- 宋 苏轼 《次韵章传道喜雨》：“山中归时风色变，中路已觉商羊舞。”
- 明 程登吉 《幼學瓊林·天文》：“風欲起而石燕飛，天將雨而商羊舞。”
- 清 沈树本 《大水叹》诗之四：“今岁商羊舞，沉浸连千村。”

## 参看
中国妖怪列表